# Aziza Baroud
Ammo Aziza Baroud (4 de agosto de 1965-Marruecos, 19 de junio de 2025) fue una política y diplomática chadiana.

## Biografía
Fue nombrada ministra de Sanidad durante la presidencia de Idriss Deby.
En 2019 fue embajadora de Chad ante la Unión Europea, el Reino Unido y los países del Benelux. El 27 de diciembre de 2019, Moustapha Ali Alifei, que era representante permanente de Chad ante las Naciones Unidas, fue destituido. Por decreto presidencial se nombró a Baroud para sustituirle.
En 2020, durante la pandemia de coronavirus, Baroud colaboró con la primera dama Hinda Déby y Diego Canga Fano mientras discutían las oportunidades de negocio en Chad con inversores europeos.